# ドリトル先生不思議な旅
『ドリトル先生不思議な旅』（ドリトルせんせいふしぎなたび、原題: Doctor Dolittle）は、1967年公開のアメリカ合衆国のミュージカル映画。

## 解説
原作はヒュー・ロフティングの児童文学作品『ドリトル先生』シリーズの『アフリカゆき』『航海記』『サーカス』『動物園』『月へゆく』などを綯い交ぜにしたもの。「第40回アカデミー賞」で、視覚効果賞と歌曲賞の2部門を受賞した。
リチャード・フライシャー監督、ドリトル先生役はレックス・ハリソンで、原作とは違って菜食主義の、色気のあるドリトル先生を演じている。NHKでは、宝田明がドリトル先生の声と歌声をアフレコした吹替え版が放送されている。ほかにリチャード・アッテンボローがサーカスの主人で登場し、見事な演技を見せている。
興行的には惨敗し、また映画をあてこんで作られたマーチャンダイズ商品も失敗したという。

## あらすじ
イギリスの片田舎に住む女嫌いの田舎医者、ドリトル先生は動物の言葉がわかるため、変わり者扱いされていた。そのために裁判所はドリトル先生を精神病院に入れようとする。先生は理解者であるトミー少年と猫肉屋のマシューの助けで何とか逃げ出して、アフリカへの船旅に出て、やがて不思議な漂流島に到着する。その島の住民たちは戦争ばかりしていたが、先生の活躍で島は無事に元の大陸と合体することが出来た。島民たちは先生を王様にしようとするが、束縛を嫌った先生は「大海かたつむり」の甲羅に入れてもらってイギリスに帰っていく。

## キャスト
| 役名                        | 俳優                       | 日本語吹替          | 日本語吹替              | 日本語吹替 |
| 役名                        | 俳優                       | NHK版               | LD版                    |            |
| --------------------------- | -------------------------- | ------------------- | ----------------------- | ---------- |
| ジョン・ドリトル            | レックス・ハリソン         | 宝田明              | 中村正                  |            |
| エマ・フェアファックス      | サマンサ・エッガー         | 流けい子            | 鈴木弘子                |            |
| マシュー・マグ              | アンソニー・ニューリー     | 沢木順              | 柴田侊彦                |            |
| アルバート・ブロッサム      | リチャード・アッテンボロー | 友竹正則            | 山内雅人                |            |
| ベロウズ将軍                | ピーター・ブル             | 富田仲次郎          | 大宮悌二                |            |
| ブロッサム夫人              | ミュリエル・ランダース     |                     | 北川智繪                |            |
| トミー・スタビンス          | ウィリアム・ディックス     | 内海敏彦            | 菊池英博                |            |
| ウィリアム・シェイクスピアX | ジェフリー・ホールダー     | 児玉利和            | 玄田哲章                |            |
| サラ・ドリトル              | ポーシャ・ネルソン         |                     |                         |            |
| 日本語版スタッフ            |                            |                     |                         |            |
| 演出                        |                            |                     |                         |            |
| 翻訳                        |                            |                     | 岩本令                  |            |
| 効果                        |                            |                     |                         |            |
| 調整                        |                            |                     |                         |            |
| 制作                        |                            |                     | 東北新社                |            |
| 初回放送                    |                            | 1975年8月11日・12日 | 1982年販売の LDに初収録 |            |

## 登場キャラクター
犬のジップ、アヒルのダブダブなど、原作おなじみのキャラクターの他に、各巻から印象的なキャラクターを映画に登場させている。
オシツオサレツ
ドリトル先生がアフリカから取り寄せた不思議な動物。一角獣のような白い動物で、胴体の前後に頭がある。『ドリトル先生アフリカゆき』から採ったキャラクター。
大海かたつむり
海に棲んでいる巨大なかたつむり。甲羅に人間を入れて旅が出来る。『ドリトル先生航海記』から採ったキャラクター。
巨大な蛾
ラストシーンで先生が乗っていた家ほどもある巨大蛾。『ドリトル先生月へ行く』から採ったキャラクター。

## ソノシート版
公開に合わせ、日本では1967年（昭和42年）12月25日付で、朝日ソノラマから日本語ドラマを収めたソノシートが発売された。脚本は若林一郎で、巻末に若林による簡単な原作小説の解説がついた。挿絵は中西立太、効果は「東京効果プロダクション」、声の出演は「東京アーチストプロ」。定価300円だった。